# Góra
Góra é um município da Polônia, na voivodia da Baixa Silésia e no condado de Góra. Estende-se por uma área de 13,65 km², com 11 859 habitantes, segundo os censos de 2018, com uma densidade 879,6 hab/km².